# Månegarm
För andra betydelser, se Månegarm (olika betydelser).
Månegarm (fornnordiska Mánagarm[r]) är i nordisk mytologi en varg som lever i Järnskogen. Han lever av blodet från döende människor och förföljer och slukar månen, vilket leder till månförmörkelse. Han skvätter därvid blod omkring sig så att solen svartnar och det blir solförmörkelse.
Han kan eventuellt vara densamme som Hate. Månegarm ska inte förväxlas med Garm, som är den hund vilken bevakar ingången till dödsriket Hel.